# Horii Arata
Horii Arata (chữ Hán: 堀井新太, Quật Tỉnh Tân Thái) là một nam diễn viên Nhật Bản sinh ngày 26 tháng 6 năm 1992, cũng là thành viên chính thức của D-Date, nhóm nhạc trực thuộc Watanabe Entertainment

## Sự nghiệp
Sau khi vượt qua hơn 30,000 thí sinh ở 2010 Open Audition, Horii Arata đã trở thành thành viên chính thức của D-Date, nhóm nhạc trực thuộc Watanabe Entertainment.

## Single
Ato 1 cm no MIRAI
- 01. Ato 1 cm no MIRAI
- 02. Ouenka(Type A)
- 02. Omoi- DDATE ver.(Type B)
- 03. Ato 1 cm no MIRAI (instrumental)
- 04. Ouenka (instrumental) (Type A)
- 04. Omoi (instrumental) (Type B)

CHANGE MY LIFE
- 01. CHANGE my LIFE
- 02. Dear My Story ~僕達の勇気~
- 03. CHANGE my LIFE -instrumental-
- 04. Dear My Story -instrumental-

Day by Day
- 01. Day by Day
- 02. Hello Hello

Love Heaven
- 01. Love Heaven
- 02. Zutto(Type A)
- 02. Ordinary(Type B)

Joker
Disk 1
- 01. Joker
- 02. See you later... goodnight
- 03. Joker (instrumental)
- 04. See you later... goodnight (instrumental)

Disk 2
- Short movie Joker

GLORY DAYS
- 01. GLORY DAYS
- 02. D-D
- 02. Ima Dakara Ỉeru Kimochi
- 03. GLORY DAYS (instrumental)
- 04. D-D (instrumental)
- 04. Ima Dakara Ieru Kimochi (instrumental)

## DVD
- D-BOYS - BE AMBITIOUS
- NTDK 2011
- D-DATE First Tour - Summer Date Live 2011
- D-DATE Live tour 2012 - Date A Live

## Phim
- Shima Shima
- Hanazakari no kimitachi e
- Kogure Shashinkan
- Hokagou wa Mystery Totomo ni (tập 2)
- Sugarless
- Sailor Zombies
- Great Teacher Onizuka GTO 2014
- Itazura na Kiss - Love in Tokyo 2

## Kịch nghệ
- D-Stage 9th ~ Kensatsu Gawa no Shonin
- D-Stage 11th ~ Cool no tanjou!
- D-Stage 15th ~ Kakenukeru Kaze no you ni